# Jaroslav Hájíček

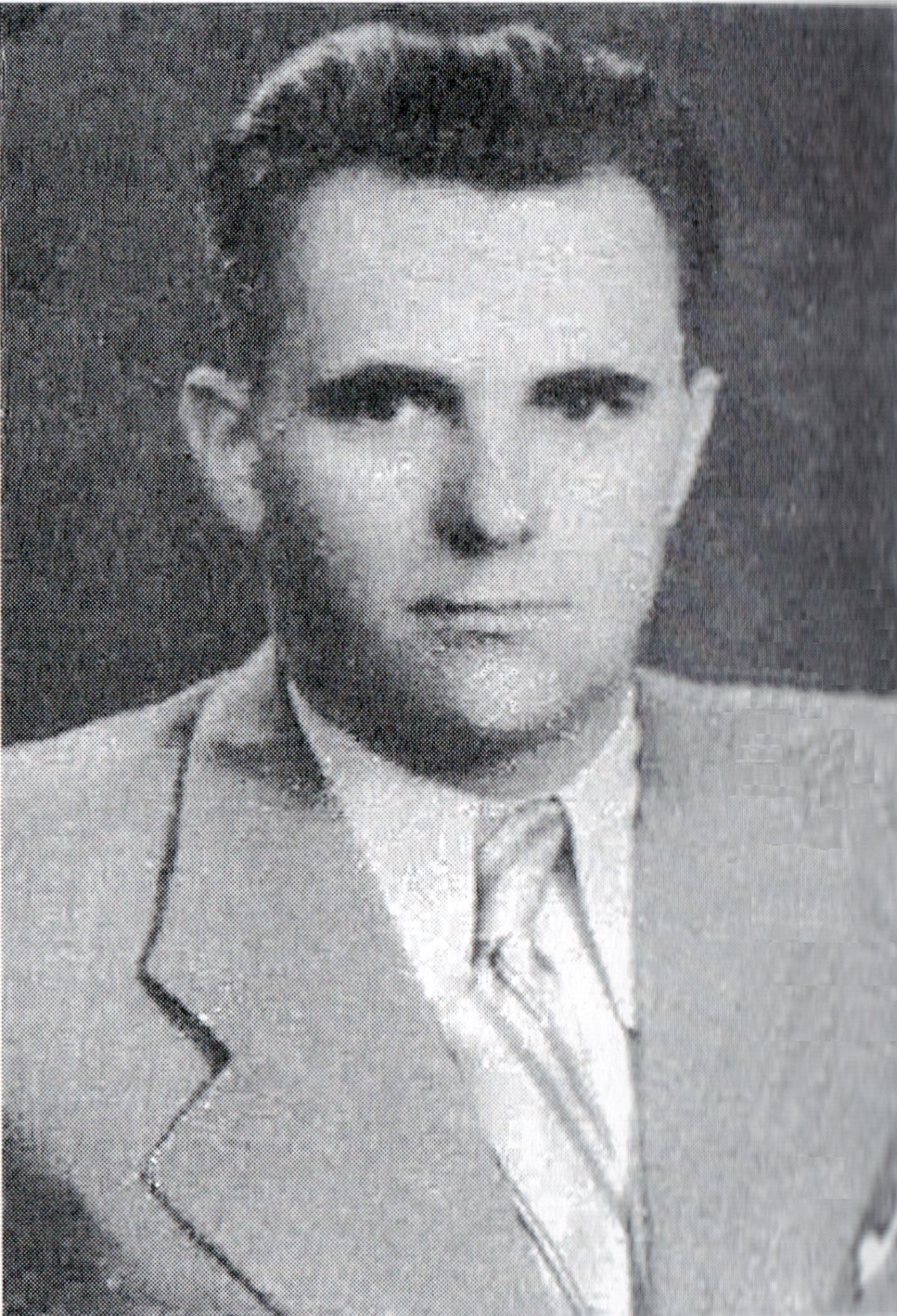
Jaroslav Hájíček zur Zeit des Protektorats

Jaroslav Hájíček (* 25. August 1899 in Hosty; † 21. März 1978 in Prag) war ein tschechoslowakischer Soldat und General sowie als führendes Mitglied der Widerstandsgruppe Obrana národa eine Persönlichkeit des tschechoslowakischen Widerstandes 1939–1945 gegen den Nationalsozialismus. Er widmete sich vornehmlich nachrichtendienstlicher Tätigkeit.

## Politische und militärische Karriere
Nach dem Besuch eines Gymnasiums in Nymburk wurde Jaroslav Hájíček zum Armeedienst berufen und verbrachte die nächste Zeit in Budapest, Székesfehérvár und dann an der italienischen Front. Nach einem Krankenhausaufenthalt in Pardubice meldete er sich freiwillig in die Armee und wurde in die Slowakei abkommandiert, wo er an den Kämpfen mit ungarischen Truppen teilnahm. 1920 beschloss er Berufssoldat zu werden und wurde Offizier. 1931–1937 studierte er an der Kriegshochschule in Prag.
Hájíček gehörte zu den ersten Offizieren der tschechoslowakischen Armee, welche die Gründung der Widerstandsorganisation Obrana národa bereits ab Mitte März 1939 vorantrieben. Er arbeitete, organisierte und leitete die nachrichtendienstliche Abteilung des Stabs und war zuständig für die Funkverbindung zwischen dem Widerstand im Protektorat und der tschechoslowakischen Regierung im Exil, die sich in London befand. Zugleich arbeitete er in der Organisationskommission der Widerstandsgruppe Petiční výbor Věrni zůstaneme (PVVZ) und unterhielt enge Kontakte mit den Herausgebern des illegalen Periodikums V boj. 1939 ging er im Auftrag des Generals Sergej Ingr ins Ausland, um von dort aus die Verbindungen zwischen den einzelnen Stellen des Widerstandes und der Londoner Regierung aufrechtzuerhalten, die nachrichtendienstliche Tätigkeit verschiedener Gruppen zu koordinieren, die Verbindung zu ausländischen Regierungen aufzubauen und als Verbindungsoffizier für geflüchtete Armeeangehörige tätig zu sein.
Hájíčeks erste Station war im November 1939 Belgrad, wo er – zusammen mit Oberst des Generalstabs Čeněk Kudláček – Kontakte zum jugoslawischen Generalstab aufnahm, um die Errichtung einer Funkstation zu erreichen. Im September 1940 ist er in Haifa angekommen, wo er im Stab der Tschechoslowakischen Militärmission für Balkan, den Nahen und Mittleren Osten in Jerusalem als Verbindungsoffizier tätig war. Er leitete hier die tschechoslowakische nachrichtendienstliche Niederlassung. Im März 1941 reiste er nach Istanbul, wo er die Mitarbeiter des tschechoslowakischen Nachrichtendienstes leitete. Istanbul war zu diesem Zeitpunkt eine Drehscheibe der tschechoslowakischen nachrichtendienstlichen Tätigkeit in Europa. Ab Oktober 1944 wurde er Leiter der Militärmission. Nach dem Kriegsende war Hájíček ab September 1945 der Militärattaché in der Türkei.

### Nachkriegszeit
Nach der Befreiung des Landes wurde Hájíček Anfang des Jahres 1946 zurück nach Prag berufen, wo er zuerst im Generalstab der Armee arbeitete, bis er nach Tábor versetzt wurde, wo er der Befehlshaber für das Hinterland wurde. Bald wurden jedoch Zweifel über seine Person – wegen seiner bekannten prowestlichen Einstellung –  und seine Tätigkeit in Istanbul gestreut. Bereits eine Woche nach der kommunistischen Machtübernahme 1948 erhielt Hájíček, inzwischen Oberst des Generalstabes, einen „Gesundheitsurlaub“, der im November 1948 in eine Versetzung in den Ruhestand abgeändert wurde. Nach weiteren Intrigen wurde er im Juni 1949 verhaftet und im Arbeitslager der Strafanstalt Mírov gefangen gehalten. Ein Jahr später wurde er zu elf Monaten Haft verurteilt, nach dieser Strafe kam er dann wieder in das Arbeitslager, aus dem er erst 1953 entlassen wurde.
Zu einer Verunsicherung der Staatsmacht kam es 1956, als der Name Jaroslav Hájíček mit einer sogenannten Flugblattaktion anlässlich des traditionellen Studentenfestes Majáles in Verbindung gebracht wurde, die sich gegen das Regime richtete. Diese Flugblätter und andere Schriftstücke tauchten wenige Tage vor dem Majálesfest 1956 auf, nicht nur in Prag. Sie wurden teilweise als Briefe an prominente Persönlichkeiten, Parteien und Organisationen formuliert, einige sollten auf dem Majálesfest verteilt werden. Zuerst wurden einige Personen verhaftet, bei denen man diese mit Schreibmaschinen vervielfältigten Schriftstücke fand. Einige enthielten Auszüge aus einer studentischen Resolution aus dem Vorfeld des Majálesfestes, offenbar auch die Forderungen der Petition von Studenten der Fakultät für Mathematik und Physik der Karlsuniversität von April 1956. Sie enthielt einige hochgradige Forderungen wie freien Zugang zu ausländischer Literatur, Revision des Prozesses mit Verurteilten wie Rudolf Slánský oder eine Amnestie für politische Häftlinge. Umgehend wurde auch der als Organisator der Aktion Beschuldigte ausgemacht: Jaroslav Hájíček, der am 2. Juni 1956 verhaftet wurde. In einem Prozess im September 1956 wurde er zu weiteren drei Jahren Haft verurteilt, seine Kollegin zu zwei Jahren.
1970 wurde Jaroslav Hájíček rehabilitiert, stand jedoch weiterhin unter der Aufsicht der Geheimpolizei.

## Auszeichnungen
- Tschechoslowakisches Kriegskreuz 1939
- Tschechoslowakische Revolutionsmedaille